# Momentum (análisis técnico)
Momentum y tasa de cambio (ROC, rate of change en inglés) son unos sencillos indicadores del análisis técnico que muestran la diferencia de precios entre el cierre de hoy y el de hace N días. Momentum es simplemente la diferencia:
{\displaystyle {\mathit {momentum}}={{\mathit {cierre}}_{\mathit {hoy}}-{\mathit {cierre}}_{N\,{\mathit {dias\,antes}}}}}
La tasa de cambio ROC se escala sobre el precio de cierre antiguo, de forma que represente el incremento como una fracción:
{\displaystyle {\mathit {tasa\,de\,cambio}}={{\mathit {cierre}}_{\mathit {hoy}}-{\mathit {cierre}}_{N\,{\mathit {dias\,antes}}} \over {\mathit {cierre}}_{N\,{\mathit {dias\,antes}}}}}
El "momentum" en general indica la tendencia que llevan los precios. Los indicadores de momento y ROC permanecen positivos mientras se mantiene una tendencia alcista, y negativos cuando bajista.
Un traspaso al alza del nivel cero puede interpretarse como una señal para comprar, y una caída bajo cero como una señal de venta. Cuán alto o bajo llegan a estar estos indicadores muestra cómo de fuerte es la tendencia.
Que el momentum represente en forma absoluta los cambios quiere decir que señala, por ejemplo, una subida de 3€ en los últimos 20 días, mientras que el ROC (tasa de cambio) podría indicar una subida de 0'25 (es decir, un 25%) en el mismo periodo. Se puede elegir entre ver los movimientos en términos absolutos (euros), o proporcionales. En ambos casos coinciden los cruces del nivel cero, pero las alturas o profundidades que muestran la tendencia estarán expresadas en sus diferentes bases respectivas.

## SMA
Momentum es el cambio en una N-day simple moving average (SMA) entre ayer y hoy, con un factor de escala de N,
{\displaystyle {{\mathit {momentum}} \over N}={\mathit {SMA}}_{\mathit {hoy}}-{\mathit {SMA}}_{\mathit {ayer}}}
Esta es la pendiente de la línea SMA, como una derivada. Generalmente no se habla mucho de esta relación, pero tiene interés para comprender las señales del indicador.
Cuando el momentum cruza ascendentemente el nivel cero, corresponde a un valle en el SMA, y cuando cae por debajo de cero es un pico. Cuánto sube (o baja) el momentum representa lo empinado que el SMA asciende (o cae).
El indicador TRIX se basa similarmente en cambios de una media móvil (triple exponencial, en ese caso).
- Datos: Q1414747